# Frans Nypels
Frans Nypels (1937 - Haarlem, 10 september 2011) was een Nederlands journalist. 
Nypels was enige jaren werkzaam bij de Haagse Post alvorens in 1977 chef stadsredactie te worden van Haarlems Dagblad. Vanaf 1981 tot 1996 was Nypels hoofdredacteur van deze krant en de daaraan gelieerde IJmuider Courant. 
Naast zijn dagbladactiviteiten schreef hij tussen 1980 en 2008, meestal samen met Flip de Kam, diverse boeken over economische onderwerpen. De onderwerpen varieerden van het faillissement van de verzorgingsstaat tot het pensioenstelsel. In het laatste boek Tijdbom schreven zij over de vergrijzing.

## Beknopte bibliografie
- 1976 (met Arnold Heertje en Kees Tamboer): De verwording van de economie - voor de arbeider, ondernemer en kruidenier verklaard; waarin opgenomen: De dood van een coureur. Amsterdam : De Arbeiderspers, in de reeks 'Synopsis' (achtste druk: 1980).[1]
- 1980 (met Flip de Kam): Het gat in de hand van Nederland. Economische teruggang en het bankroet van de verzorgingsstaat.
- 1981 (met Flip de Kam): Wie zal dat betalen?
- 1982 (met Flip de Kam): Nederland op zwart zaad en hoe het anders kan.
- 1984 (met Flip de Kam): Afscheid van het paradijs - De herziening van de sociale zekerheid.
- 1985 (met Kees Tamboer): Wim Kok: vĳftien jaar vakbeweging.
- 2008 (met Flip de Kam): Tijdbom!